# Уоллес, Ария
А́рия Са́ммер Уо́ллес (англ. Aria Summer Wallace; род. 3 ноября 1996 года, Атланта, Джорджия, США) — американская актриса и певица. Впервые появилась в роли Лары в «Шоу Берни Мака» в 2002 году. Впоследствии, она снималась в различных сериалах, в том числе: «Карнавал», «Зачарованные», «Шоу 70−х», «Справедливая Эми» и «АйКарли».
Также сыграла роль Рокси Хантер в одноимённой серии телевизионных фильмов.
В 2005 году Уоллес дебютировала в полнометражном фильме «Идеальный мужчина», снявшись вместе с Хилари Дафф и Хизер Локлир. В настоящее время артистка работает над новым альбомом.

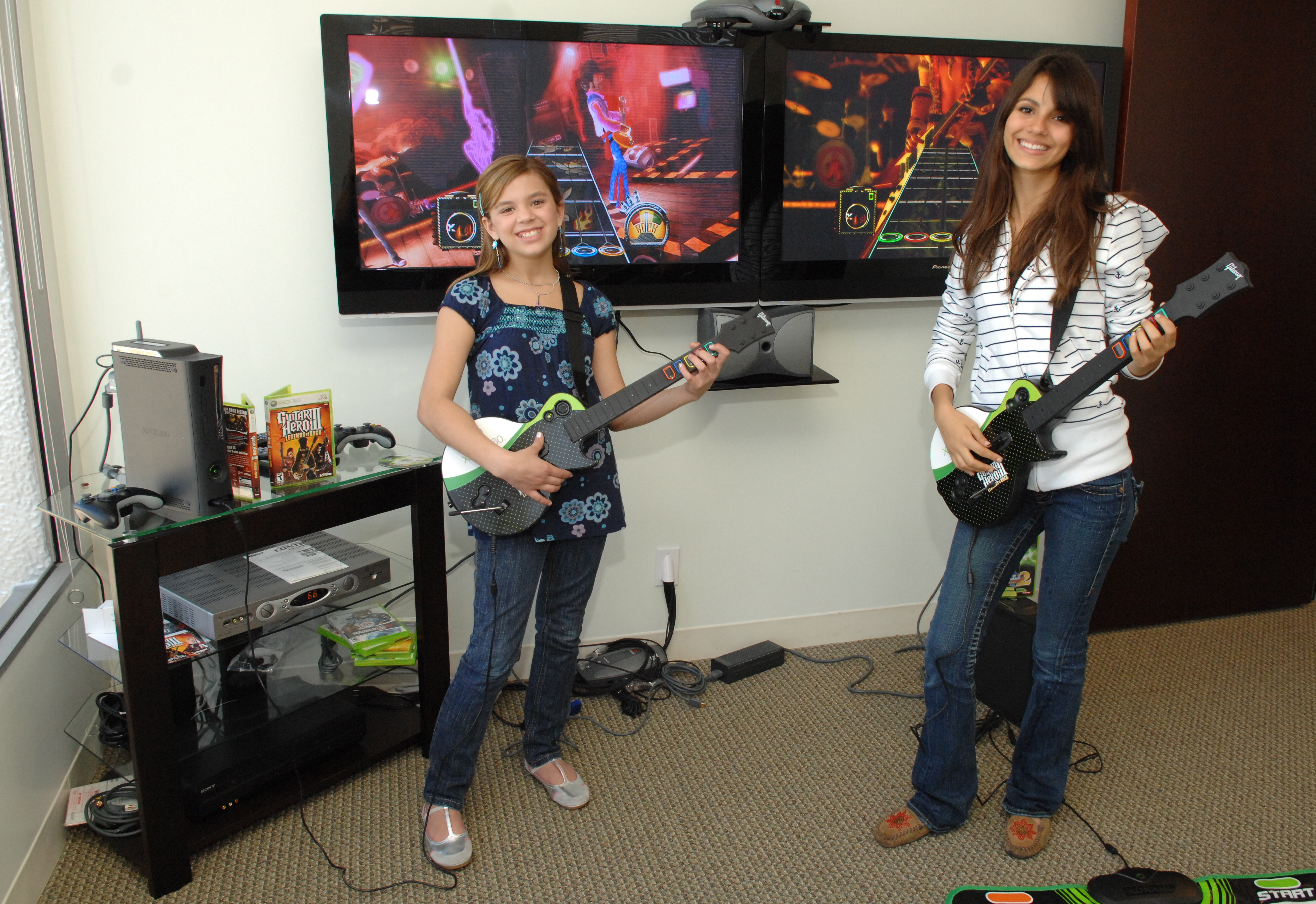
Ария Уоллес и Виктория Джастис 28 марта 2008 года

## Избранная фильмография
| Год       |    | Русское название                        | Оригинальное название                           | Роль                       |
| --------- | -- | --------------------------------------- | ----------------------------------------------- | -------------------------- |
| 2002—2003 | с  | Шоу Берни Мака                          | The Bernie Mac Show                             | Райли / Лара               |
| 2003      | с  | Зачарованные                            | Charmed                                         | плачущая маленькая девочка |
| 2003      | с  | Карнавал                                | Carnivàle                                       | Полли Энн                  |
| 2003      | с  | Шоу 70-х                                | That '70s Show                                  | маленькая девочка #2       |
| 2003      | тф | —                                       | These Guys                                      | Мэтти                      |
| 2004      | с  | Справедливая Эми                        | Judging Amy                                     | Джессика Адельстайн        |
| 2004      | с  | Сильное лекарство                       | Strong Medicine                                 | Эмма Миллбрук              |
| 2004      | с  | Ночное шоу с Джейем Лено                | The Tonight Show with Jay Leno                  | маленькая девочка          |
| 2004      | с  | —                                       | What Should You Do?                             | Эми                        |
| 2005      | с  | Отчаянные домохозяйки                   | Desperate Housewives                            | Лили Стивенс               |
| 2005      | ф  | Идеальный мужчина                       | The Perfect Man                                 | Зои Хэмилтон               |
| 2005      | с  | Мыслить как преступник                  | Criminal Minds                                  | Эмили                      |
| 2005      | с  | C.S.I.: Место преступления Нью-Йорк     | CSI: NY                                         | Эмили Дикерсон             |
| 2005      | тф | —                                       | Untitled David Diamond / David Weissman Project | н/д                        |
| 2007      | тф | Рокси Хантер и секрет мрачного призрака | Roxy Hunter and the Mystery of the Moody Ghost  | Рокси Хантер               |
| 2007      | тф | Рождество в раю                         | Christmas in Paradise                           | Нелл Кейси                 |
| 2008      | тф | Рокси Хантер и секрет шамана            | Roxy Hunter and the Secret of the Shaman        | Рокси Хантер               |
| 2008      | тф | Рокси Хантер и ужасный Хэллоуин         | Roxy Hunter and the Horrific Halloween          | Рокси Хантер               |
| 2008      | тф | Рокси Хантер и миф о русалке            | Roxy Hunter and the Myth of the Mermaid         | Рокси Хантер               |
| 2008—2009 | с  | АйКарли                                 | iCarly                                          | Мэнди Вальдес              |
| 2010      | ф  | Ложковилка                              | Spork                                           | девочка-христианка #2      |

## Награды и номинации
- 3 номинации на премию «Молодой актёр».